# Výhrada (mezinárodní právo)
Výhrada k mezinárodní smlouvě je námitka, kterou některá z jejích smluvních stran dává proti některému z jejích ustanovení s cílem vůči sobě vyloučit jeho právní účinek. Vídeňská úmluva o smluvním právu definuje výhradu jako:
Jednostranné prohlášení, učiněné státem při podpisu, ratifikaci, přijetí nebo schválení smlouvy nebo při přístupu k ní, jímž tento stát zamýšlí vyloučit nebo změnit právní účinek určitých ustanovení smlouvy při jejich použití vůči tomuto státu.
Výhrady byly na pořadu jednání orgánů OSN již v prvních letech jejich působení, kdy po druhé světové válce vzrostl počet mnohostranných smluv. Především pak ve vztahu k výhradám k Úmluvě o zabránění a trestání zločinu genocidy. 
Základy režimu výhrad v současném mezinárodním smluvním právu byly položeny až v roce 1969 Vídeňskou úmluvou. Nejzásadnějšími změnami oproti předchozím právním obyčejům bylo upuštění od názoru, že k přijetí výhrady je nutný souhlas všech smluvních stran. Ve snaze umožnit přístup ke smlouvě co nejširšímu počtu států se toto stanovisko zmírnilo. Stát se nyní nestane účastníkem smlouvy jen v případě, že jeho výhradu nepřijme žádný z ostatních smluvních států. Další podstatnou změnou, kterou Vídeňská úmluvu přinesla, je posouzení přípustnosti výhrady na základě souladu s předmětem a účelem smlouvy, namísto dosavadního subjektivního posouzení výhrady jednotlivými smluvními státy. Komise OSN pro mezinárodní právo v roce 2011 ve snaze vyplnit mezery Vídeňské úmluvy přijala Praktickou příručku k výhradám ke smlouvám, která má pomoci mezinárodním právníkům k řešení komplikovaných otázek souvisejících s výhradami.

## Proces učinění výhrady
Výhrada musí být učiněna k autentifikovanému textu smlouvy při některém z aktů, kterým stát dává najevo svůj definitivní souhlas být smlouvou vázán (nejčastěji ratifikace). Nelze ji podat dodatečně, ale je možné jí později odvolat. Smlouva může výhrady výslovně zakazovat nebo povolovat, pokud je výčet povolených výhrad taxativní, jsou ostatní zakázány. Obecně však není povolena výhrada, která by byla neslučitelná s předmětem a účelem smlouvy. Sporným bodem bývá někdy nejasné rozlišení mezi výhradou a interpretivním prohlášením, které ovšem na rozdíl od výhrady nemá snahu vyloučit právní účinek ustanovení, ale je pouze výkladem daného ustanovení.

## Důsledky výhrady
Pokud některý smluvní stát podá legální výhradu k některému ustanovení mezinárodní smlouvy a ostatní smluvní státy souhlasí, pak se ve vztahu mezi státem, který podal výhradu, a ostatními smluvními stranami použije dané ustanovení ve znění této výhrady, ale mezi ostatními účastníky navzájem bez této výhrady. Pokud by některý ze smluvních států (např. jeden stát ze šesti) podal proti výhradě námitku, pak ve vztahu mezi státy, které podaly výhradu a námitku se dané ustanovení vůbec nebude používat, a mezi státem, který podal výhradu, a ostatními se použije ve znění výhrady. Poslední možností je, pokud některý smluvní stát proti výhradě podá nejenom námitku, ale zároveň prohlásí, že se necítí takovouto smlouvou vázán ve vztahu ke státu, který podal výhradu. Pak by se tato smlouva používala mezi všemi smluvními státy, ovšem výše zmíněné smluvní státy nebudou vůči sobě smlouvou vázány.